# Zavarzinia compransoris
Zavarzinia compransoris (лат.) — вид грамотрицательных почвенных бактерий из семейства Acetobacteraceae класса альфа-протеобактерий, типовой и единственный в роде Zavarzinia. Род назван в честь русского микробиолога Георгия Александровича Заварзина.
Zavarzinia передвигается, используя полярный жгутик. Клетки имеют форму изогнутой палочки (вибриона).

## Синонимы
В синонимику вида включают следующие названия:
- "Comamonas compransoris" Nozhevnikova and Zavarzin 1974
- "Pseudomonas compransoris" (Nozhevnikova and Zavarzin 1974) Cypionka et al. 1980